# Voimasta Ja Kunniasta
Albums de Moonsorrow
Suden Uni Kivenkantaja
Voimasta Ja Kunniasta (La Puissance et la Gloire) est le deuxième album du groupe finlandais de folk metal Moonsorrow. Il est sorti le 26 novembre 2001.

## Listes des titres
1. Tyven - 1:52
2. Sankarihauta - 7:41
3. Kylän Päässä - 7:38
4. Hiidenpelto Including Häpeän Hiljaiset Vedet - 9:20
5. Aurinko Ja Kuu - 8:14
6. Sankaritarina - 13:50

## Musiciens
- Ville Sorvali - Basse, chant, chœurs
- Mitja Harvilahti - Guitare (lead), guitare rythmique, chœurs
- Marko Tarvonen - Batterie, timbales, chant, chœurs
- Henri Sorvali - Chant clair, guitare rythmique, guitare acoustique, synthétiseur, accordéon, guimbarde, chœurs